# 蒲西路
蒲西路是中華人民共和國上海市徐汇区一條东北-西南走向道路，東北起自漕溪北路，西南至上海气象局，全长405米，宽度為6米至12米，道路建於清朝同治二年（1863年），當時名為天主堂街。1949年前，因為道路位於蒲汇塘以西，所以更名為蒲西路。道路沿途有上海市气象局和徐家匯天主教堂。